# Chrysoperla yulinica
Chrysoperla yulinica är en insektsart som beskrevs av C.-k. Yang och X.-k. Yang 1989. Chrysoperla yulinica ingår i släktet Chrysoperla och familjen guldögonsländor. Inga underarter finns listade i Catalogue of Life.